# Thulba (Oberthulba)
Thulba ist ein Gemeindeteil des Marktes Oberthulba im unterfränkischen Landkreis Bad Kissingen in Bayern.

## Name
Der Name Thulba leitet sich vom den Ort durchfließenden Fluss Thulba ab, welcher der Fränkischen Saale bei Hammelburg zufließt.

## Geographie
Das Pfarrdorf Thulba liegt im Thulbatal in der Vorrhön direkt an der Mündung der Laibach in die namensgebende Thulba. Der Ort grenzt im Nordosten an Reith, im Osten an die Reither Mühl, im Süden an die Gemarkung Elfershausen und an Feuerthal im Südosten an Obererthal sowie im Nordnordosten an Frankenbrunn. Im Westen des Ortes liegt der Büchelberg, der mit 445,2 m die höchste Erhebung der Gemeinde darstellt. Durch Thulba verläuft der Fränkische Marienweg.

## Geschichte
Die erste bekannte urkundliche Nennung von Thulba stammt aus dem Jahr 796. Bereits 815 wurde im Ort eine Kirche errichtet. Im Jahr 1141 stellte Papst Innozenz II. einen Schutzbrief für das "Benediktinerinnenkloster Thulba mit Franchenborne" aus; die heutige Pfarrkirche des Ortes entstand zeitgleich mit dem zur Abtei Fulda gehörigen Kloster. Das Kloster selbst wurde während des in dieser Gegend heftig wütenden Bauernaufstandes von 1525 aufgelöst und die Nonnen verjagt. Die Kirche wurde im Dreißigjährigen Krieg (1618–1648) geplündert und verwüstet, nach ihrer Zerstörung 1629 durch Propst Heinrich von Calenberg wieder aufgebaut. Im Mittelalter entstanden enge Pfarrei- und Wirtschaftsverhältnisse zwischen Frankenbrunn, Reith und Thulba, im Jahr 1504 wurde zwischen diesen Orten ein Weistum vereinbart. Am 1. Juli 1978 wurde Thulba im Rahmen der Gebietsreform in Bayern nach Oberthulba eingemeindet.

## Flora und Fauna
Rund um das Dorf gibt es viele bewaldete Gebiete. Durch Thulba beziehungsweise unmittelbar daran vorbei fließen die beiden Bäche Thulba und Laibach mit Erlen- und Weidenbestand, mit Schilf und andere Wasserpflanzen in natürlichen Bachbetten. In beiden Gewässern sind Karpfen und Forellen heimisch, des Weiteren fließen einige kleinere Gewässer (Heinersgraben) in unmittelbarer Umgebung und münden später in die Thulba bzw. Laibach. In den Wäldern rund um das Dorf sind Wildschweine und Rotwild heimisch.

## Bauwerke
Die bedeutendsten Bauwerke des Ortes sind die ursprünglich romanische, ehemalige Klosterkirche St. Lambertus (Thulba), die barocke Propstei und das barocke Treppengiebelhaus der früheren Propstei. Es sind außerdem noch Überreste der Klostermauer sowie des Kreuzganges erhalten. Insgesamt sind 32 Objekte in die Liste der Baudenkmäler in Thulba eingetragen.

## Wirtschaft und Infrastruktur
Im Ort ist hauptsächlich Kleingewerbe ansässig, bekanntestes Unternehmen ist die Hüfner Brandschutz GmbH mit über 20 Mitarbeitern. Hauptverkehrsstraße ist die Staatsstraße 2291, welche den Ort mit Bad Kissingen, Oberthulba und der Anschlussstelle Bad Kissingen-Oberthulba zur BAB 7 in der einen, sowie Hammelburg und der Bundesstraße 27 in der anderen Richtung verbindet.

## Personen
- Herbert Trimbach, Vorsitzender Richter am Oberlandesgericht, Ministerialdirigent, Kommunalpolitiker, lebte bis 1983 in Thulba bei seinen Eltern Alois und Helga Trimbach aus Schwärzelbach